# Reef (gruppo musicale)
I Reef sono un gruppo musicale inglese attivo dal 1993 al 2003 e poi nuovamente dal 2010. La band è originaria di Glastonbury.

## Storia
Il primo album "Replenish" viene pubblicato nel 1995 per la Sony2 e prodotto da Clive Martin, contiene le hits Good feeling e Naked , l'album raggiunge le 100.000 copie vendute ottenendo il disco d'oro. La rivista Kerrang lo posiziona al decimo posto come "miglior album 1995" del Regno Unito. Tra il 1994 e il 1995 fanno da supporter ai concerti dei Rolling Stones, Paul Weller e ai Soundgarden.
Il loro più grande successo arriva un anno dopo l'album di debutto , nel 1996 con il singolo "Place your hands" successivamente con i singoli  "Come back brighter", "Consideration" e "Yer old" tratti dal loro secondo album del 1997 intitolato "Glow" prodotto da George Drakoulias (Black Crowes, Jayhawks, Tom Petty). Proprio con Drakoulias, i Reef instaurano sin da subito una reciproca stima, una collaborazione che verrà consolidata con altri album della band nel corso della loro carriera: "Rides" del 1999, "Together, the best of" del 2003 contenente 5 brani inediti (Give me your love, Lucky number, talk to me, Stone for your love e la cover Just dropped in) e "Revelation" del 2018. 
Nel 1999 pubblicano il terzo album "Rides" registrato agli Ocean way studio di Los Angeles lo stesso utilizzato dai Beach Boys per "Pet sounds" e da Michael Jackson per Thriller. L'album non ottiene il successo del precedente , ma viene ben accolto dalla critica, contiene il singolo "i ve got something to say . L'album,  rispetto a Glow e' concentrato sull'acustica ma non mancano brani comunque decisamente Rock (New bird, Who you are, Back in my place, Moaner snap). La band intraprende un tour europeo. Unica tappa italiana al Binario Zero di Milano di quell'anno , ci saranno Le Vibrazioni come gruppo spalla. 
Nel 2000 è la volta del quarto album "Getaway" prodotto da Al Clay ( Pixies, Stereophonics) , contiene i singoli "Set the record straight", "Superhero" e "All i want".Nel 2003 dopo 10 anni di carriera i Reef decidono che ogni componente si sarebbe dedicato ad altri progetti.
Dopo 6 anni di silenzio, nel 2010 sul loro sito ufficiale annunciano la reunion con la formazione storica: Gary Stringer, Jack Bessant , Kenwin House e Dominic Greensmith. Fanno sold out in quasi tutti i loro concerti del Regno Unito. Per celebrare il ritorno e i loro 10 anni di carriera dal 1993 al 2003 pubblicano un cofanetto contenente tutti i loro album, singoli, video e tanto altro intitolato "Box set 93/03". 
Nel 2014 Kenwin House decide di lasciare in buona fede i Reef per dedicarsi ad altri progetti, al suo posto Jesse Wood, figlio di Ronnie Wood (Rolling Stones). Nel giugno del 2016 vengono invitati da Chris Martin e sunonano come apri pista ai due concerti dei Coldplay allo stadio di Wembley. Nel 2018 , esattamente 18 anni dopo esce il quinto album "Revelation" contiene il brano My Sweet Love in duetto con Sheryl Crow. 
Nel 2019 viene pubblicato "In Motion, from Hammersmith" , l'album dal vivo, include oltre i grandi successi dei Reef realizzati dal 1995 al 2003, anche quelli tratti dall'ultimo album in studio "Revelation", (How got it over, Precious metal, First mistake , My sweet love , Revelation ) con la collaborazione di Andy Wallace alle tastiere . 
Nel 2020 Luke Bullen prende il posto di Dominic Greensmith alla batteria. Nello stesso anno annunciano la ristampa in vinile per il 25º anniversario dell'album di debutto "Replenish".
Nell'aprile del 2022 pubblicano il sesto album "Shoot me your ace" prodotto da Andy Taylor (Duran Duran,Power Station). L'album, viene anticipato nel novembre del 2021 , dal singolo "shoot me your ace" dove nel video è presente la spettacolare esibizione della stunt motorcycle crew dei "Demon Dromes" e successivamente dal singolo "Wolfman" accompagnata da "Right on" entrambe estratte dal nuovo album. 
Attualmente i Reef sono on the road per il Regno Unito il loro "shoot me your ace tour 2022" , a cui si è unita Amy Newton alla chitarra solista e voci ..

## Formazione
Attuale
- Gary Stringer - voce 1993-presente
- Amy Newton - chitarra 2023-presente
- Jack Bessant - basso 1993-presente
- Luke Bullen - batteria 2020-presente

Musicisti dal vivo
- Andy Wallace - tastiere
- Andy Taylor - chitarra solista, voce
- Arya Gogging - batteria

Ex membri 
• Jesse Wood - chitarra  
- Dominic Greensmith - batteria
- Kenwyn House - chitarra
- Nathan Curran - batteria

## Discografia
Album studio
- 1995 - Replenish
- 1997 - Glow
- 1999 - Rides
- 2000 - Getaway
- 2018 - Revelation
- 2022 - Shoot me your ace

Raccolte
- 2003 - Together
- 2008 - The Best Of...
- 2009 - The Collection

Album dal vivo
● 2013 -  from Metropolis studios
● 2016 -  Live st Ives
● 2019 - in motion, from Hammersmith
DVD
● 2003 -  Live at Carling academy, Bristol